# Zdobycie Grenady
Zdobycie Grenady – starcie zbrojne, które miało miejsce w roku 1492 i było ostatnim aktem rekonkwisty.

## Historia
W roku 1480 emir Grenady Ali Abu al-Hasan zerwał układ z Kastylią, zajmując Zaharę. W odpowiedzi Kastylijczycy zdobyli twierdzę Al-Hamma strzegącą wejścia do Emiratu Grenady. W roku 1485 Ali abu Al-Husan abdykował na rzecz swego brata Mohammada XIII Az-Zaghalla – namiestnika Malagi. Król Aragonii Ferdynand II sprzymierzył się wówczas z Abu Abd Allahem (synem Ali abu al-Hasama), z którym rozpoczął podbój Grenady. 
Po pokonaniu Az-Zaghalla, Abu abd Allah został nowym emirem Grenady. Wkrótce doszło do konfliktu emira z Ferdynandem, który zażądał oddania miasta. W roku 1491 Aragończyk na czele 10 000 ludzi obległ Grenadę, potężnie ufortyfikowaną i bronioną przez 3000 ludzi twierdzę. Kastylijczycy otoczyli miasto szczelnym kordonem, odpierając groźne wypady obrońców. Po trwającym rok oblężeniu głód zmusił w końcu obrońców do rokowań. Dnia 2 stycznia 1492 r. Kastylijczycy wkroczyli do Grenady, kończąc tym samym rekonkwistę. 